# La Roca de Guatapé
La Roca de Guatapé (castellà: El Peñól de Guatapé) és un inselberg emblemàtic de Colòmbia. Es troba a la localitat i municipi de Guatapé, Antioquia. També es coneix com La Piedra del Peñol, o simplement La Piedra o El Peñol, com la població del El Peñol, que limita amb Guatapé, també ha reivindicat històricament la roca com a pròpia i així ha donat lloc a diferents noms per al jaciment.
La forma del relleu és un romanent de roca granítica que ha resistit la intempèrie i l'erosió, probablement com a resultat d'estar menys fracturat que la roca base circumdant. El Penó de Guatapé és un aflorament del batòlic d’Antioquia i s'alça fins a 200 metres (656 peus) per sobre de la seva base. Els visitants poden escalar la roca a través d'una escala amb 708 graons integrats en un costat.
Prop de la base de la Roca, hi ha parades de menjar i mercat per comprar. A la meitat de les escales, hi ha un santuari a la Mare de Déu. El cim conté una torre mirador de tres pisos, una botiga i una zona d'estar.

## Història
Segons els geòlegs, la roca té aproximadament 65 milions d'anys. Els indígenes Tahamí, antics habitants d'aquesta regió, adoraven la roca i l'anomenaven en la seva llengua mojarrá o mujará (que significa 'roca' o 'pedra').
La roca es va escalar oficialment per primera vegada el 16 de juliol de 1954, quan Luis Eduardo Villegas López, Pedro Nel Ramírez i Ramón Díaz van escalar la roca en un esforç de cinc dies, utilitzant pals que es van fixar a la paret de la roca.
Una nova espècie de planta, anomenada Pitcairnia heterophylla per un científic alemany, es va trobar a la part superior de la roca.
Damunt de la roca es va construir un mirador, on és possible adquirir artesania, postals i altres productes locals. És possible veure els 500 presa perimetral costa de km. Hi ha 649 esglaons fins a l'escala més alta de l'edifici al cim, fet reforçat pels números grocs que també es veuen a la pujada de les escales.
A la dècada de 1940, el govern colombià la va declarar Monument Nacional.

### Graffiti
A la cara occidental de la pedra hi ha pintades unes grans lletres blanques "G" i una "U" incompleta (només es va completar l'únic traç vertical, semblant a una "I"). Els pobles de Guatapé i El Peñol feien temps que es disputaven la propietat de la roca, i els veïns de Guatapé van decidir arreglar l'assumpte pintant a la roca el nom de la població amb lletres blanques enormes. Els veïns del Peñol no van tardar a notar l'obra i es va reunir una gran multitud per aturar-la, deixant enrere les pintades inacabades.

## Propietats
La roca neix del fons de la presa hidroelèctrica del Peñol de Guatapé. Aquest monòlit es va veure com una fita fronterera entre les granges rurals i les dues ciutats.
A la seva part més alta, a la part posterior (costat sud-est), té una cota de 2135 m sobre el nivell del mar, amb una temperatura mitjana de 18 °C. El "Peñol" té 285 m de llarg i 110 m d'ample. Té alguns trencaments, un dels quals va servir per construir els 740 graons de l'escala cap al cim.
La Roca està composta per quars, feldespat i granit.

## Galeria

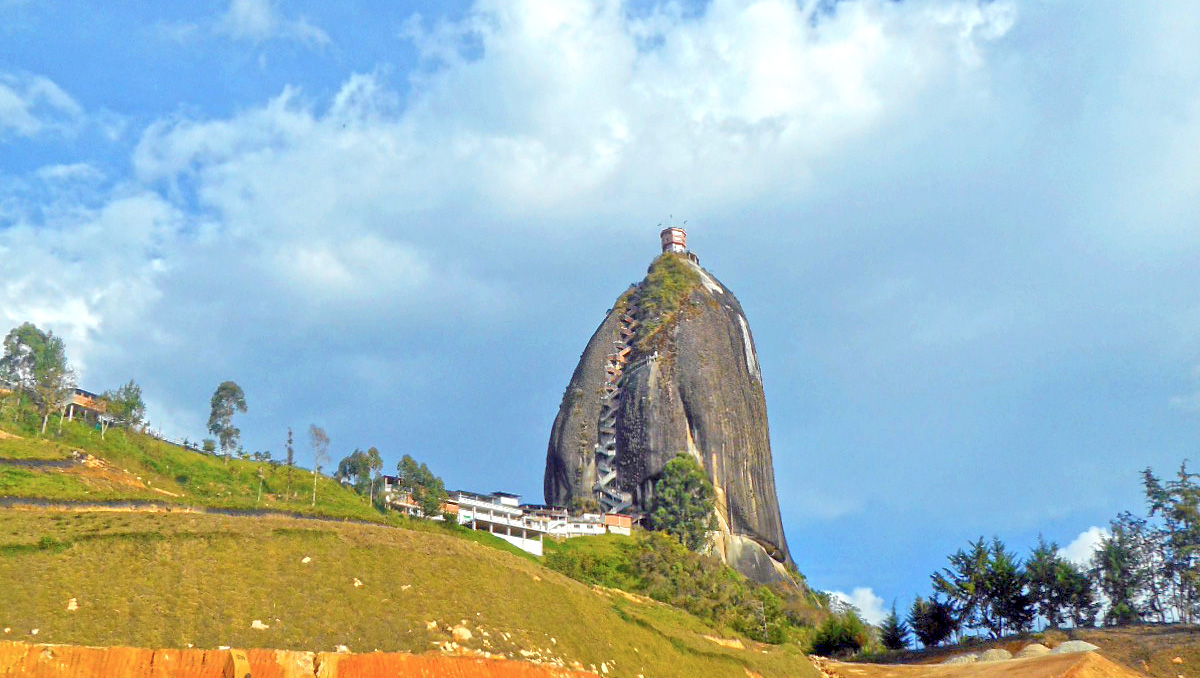
Vista de la Roca de Guatapé des de la carretera
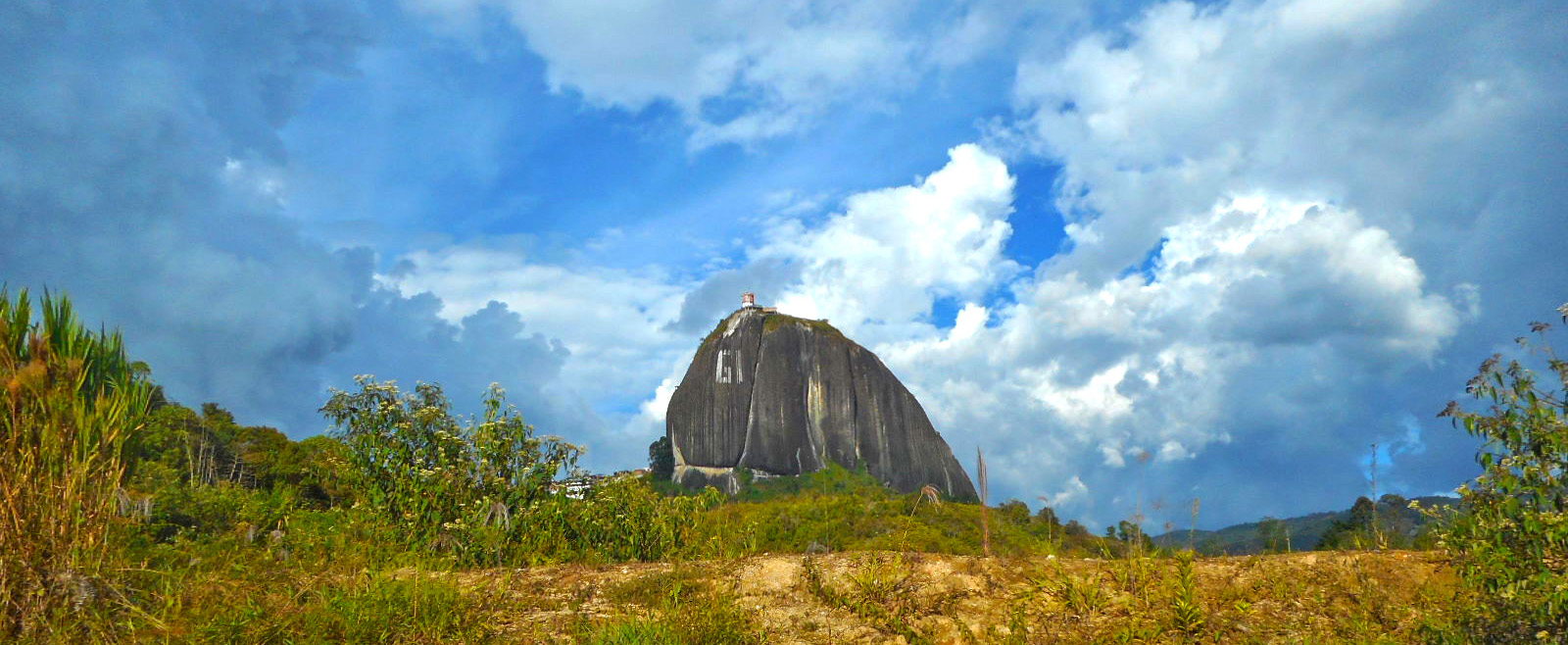
Penyó de Guatapé que sorgeix del camp
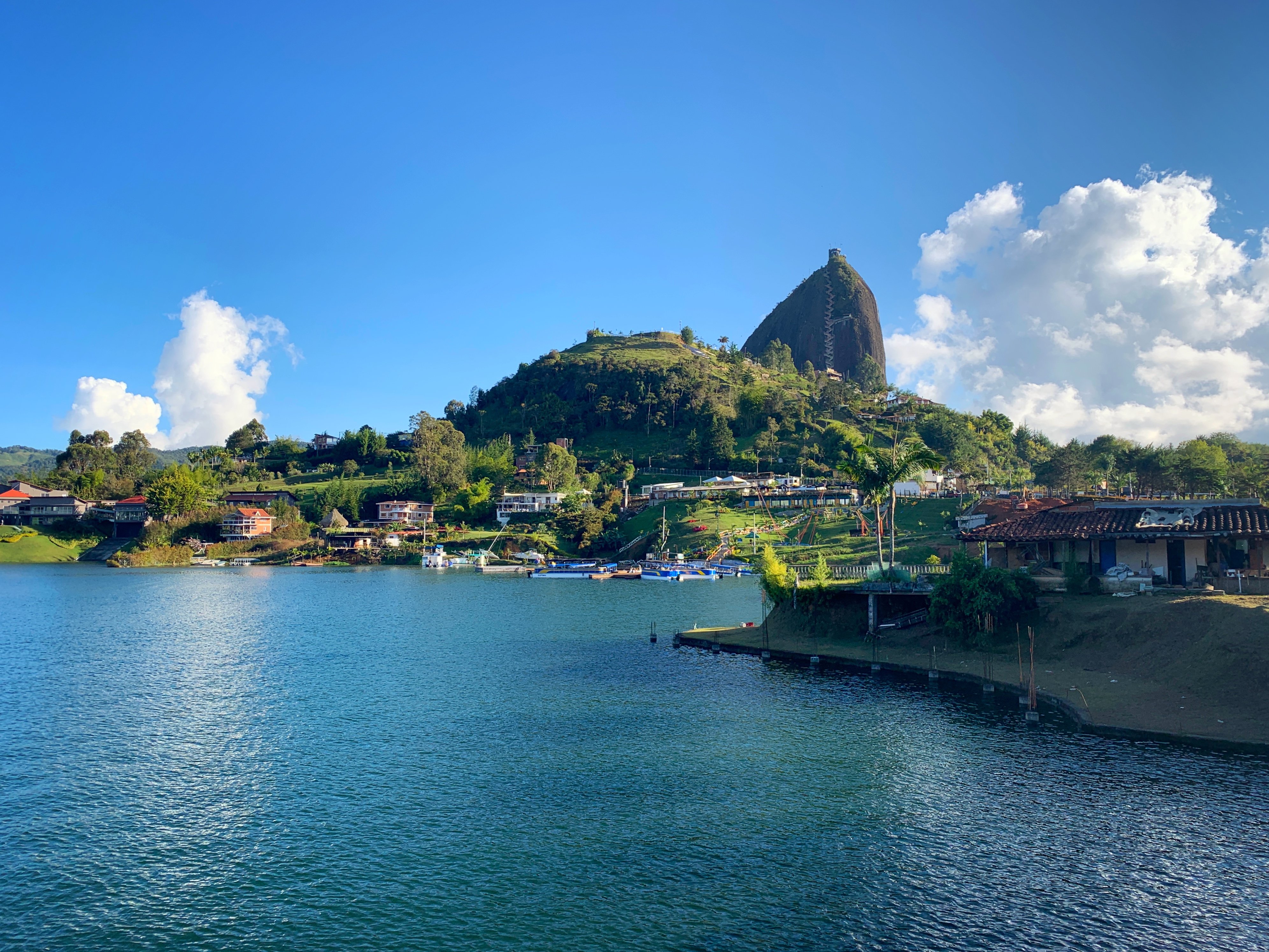
Vista de la Roca de Guatapé des del pont de la carretera
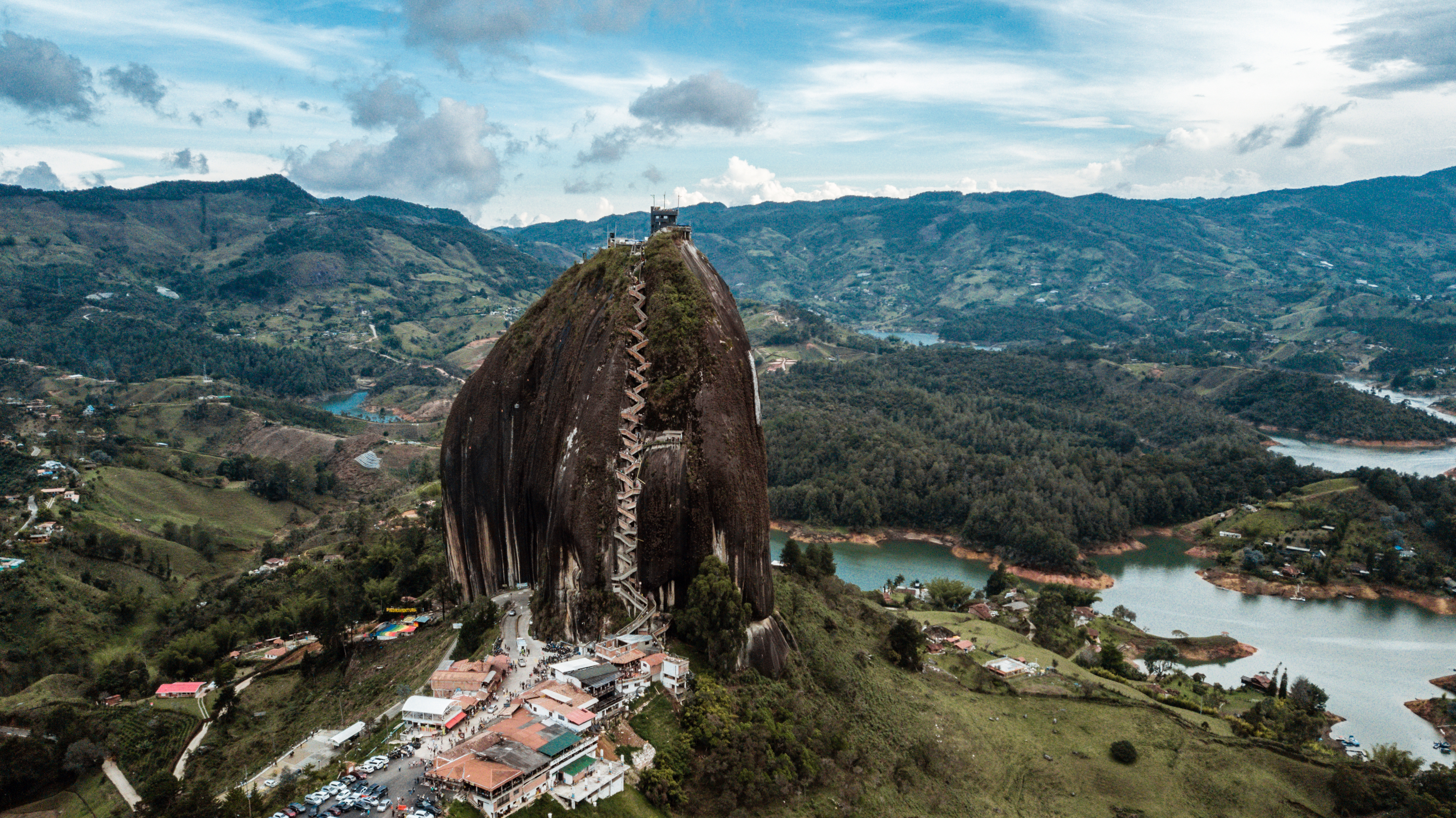
Vista aèria